# かつなりくん
かつなりくんは、愛知県刈谷市のご当地キャラクターである。

## プロフィール
- 生年 - 天文2年（1533年）
- 性別 - 男
- 性格 - 元気で負けず嫌い
- 趣味 - 城づくり、ヤリ集め
- 好きなもの - まつり、スイカ、大根
- 言葉・口癖 - たまに語尾が「～カリ」になる。